# جسد لطيف

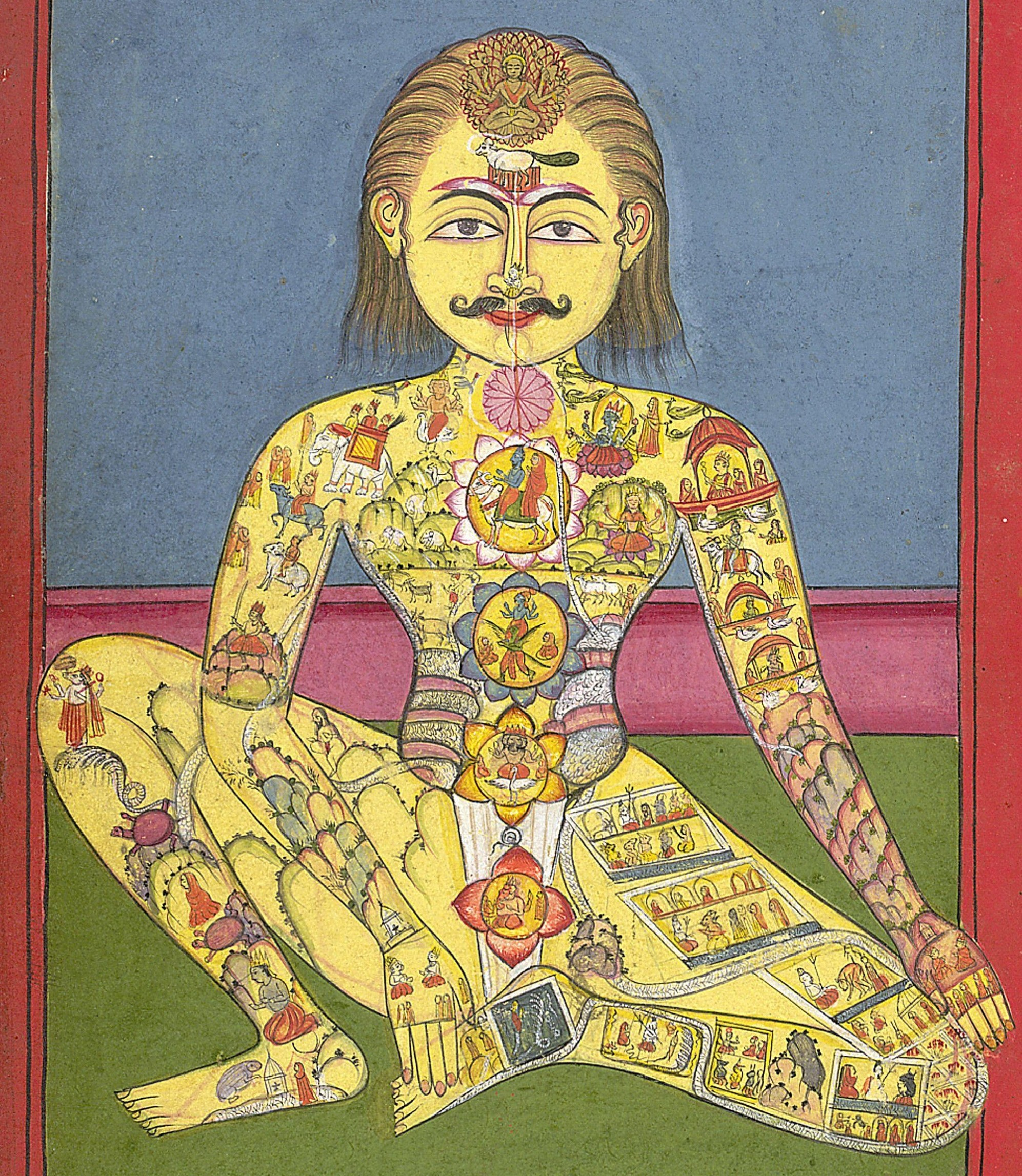
الجسد اللطيف في التصوف الهندي، من مخطوطة اليوغا بلغة براج باسا، 1899. تم تصوير صف من الشاكرات من قاعدة العمود الفقري حتى تاج الرأس.

الجسد اللطيف أو الهيئة اللطيفة أو الجسد الخفي (بالإنجليزية: Subtle body)‏ الجسد اللطيف هو جانب "شبه مادي" من الجسم البشري، فهو ليس ماديًا محضًا ولا روحانيًا محضًا، وذلك وفقًا لمختلف التعاليم الباطنية والسحرية والصوفية. وهذا المفهوم يتضاد مع ثنائية العقل والجسد التي هيمنت على الفكر الغربي. الجسد اللطيف مهم في الطاوية الصينية والديانات الدارمية مثل الهندوسية والبوذية والجاينية، خاصة في الفروع التي تركز على التانترا واليوغا، حيث يُعرف باسم سوكوما ساريرا (السنسكريتية: सूक्ष्म शरीर). بالإضافة إلى ذلك، هناك طُرق غير ثنائية مرتبطة بالعقل والجسد تساعد على فهمهما موجودة في أجزاء كثيرة من العالم، وهي في الغالب مرتبطة بالثقافات الآسيوية.
صرح المعلم الروحي الهندي المعاصر مهير بابا أن الجسد اللطيف "هو وسيلة (مركبة) الرغبات والقوى الحيوية". لقد رأى أن الجسد اللطيف هو أحد الأجساد الثلاثة التي يجب على النفس أن تتوقف عن التماهي معها من أجل التحقق في معرفة الله.
وفي التانترا البوذية، يُطلق على الجسد الخفي اسم "الجسد الخِلْقِي أو الطبيعي" (nija-deha)، أي ذلك الجسد الذي اكتسب بلا تجارب أو هو موروث أو نتج عن السليقة.